# Surrealismo

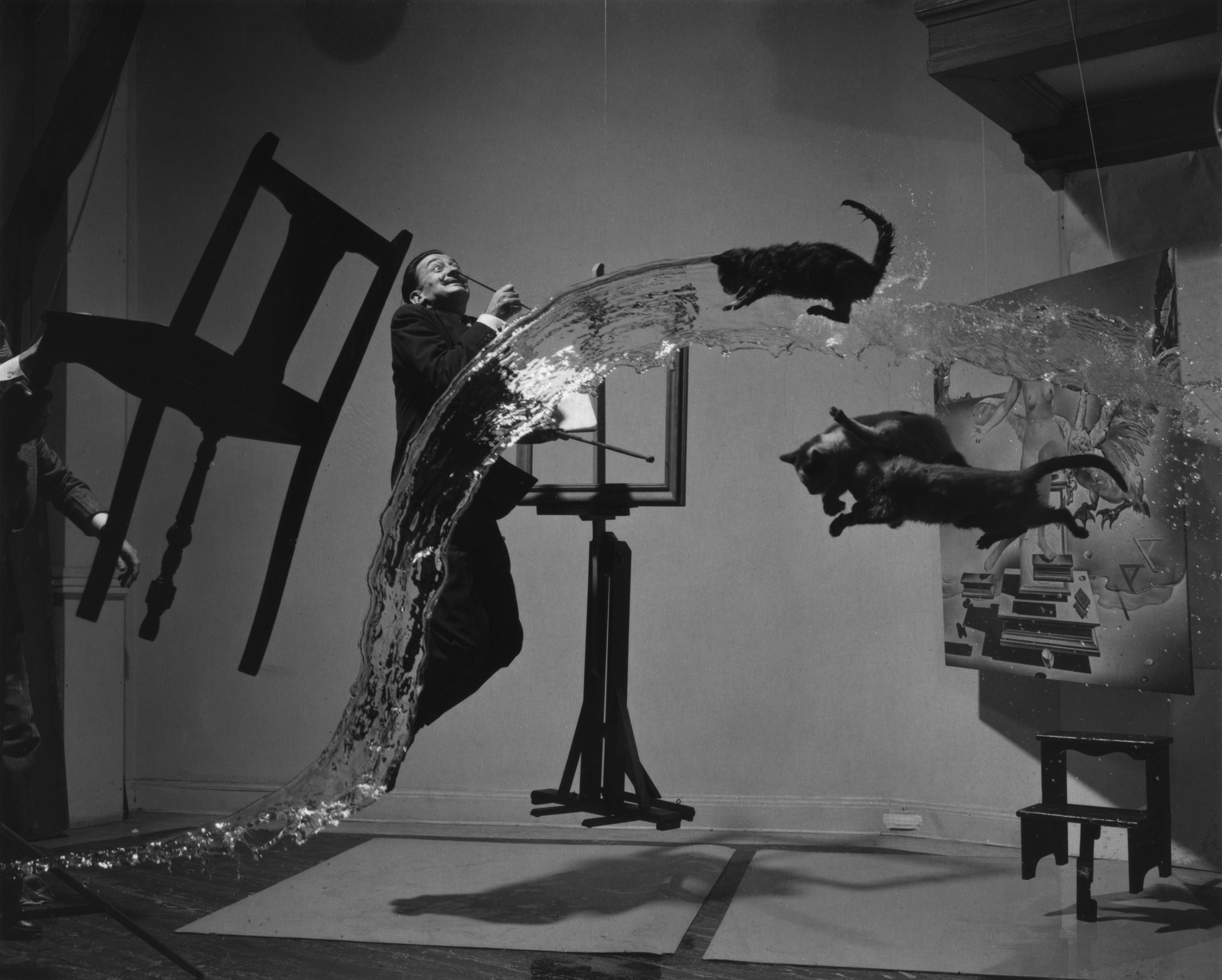
Philippe Halsman, Dali Atomicus (1948).

André Breton. Poeta surrealista.

El surrealismo (del francés surréalisme) es un movimiento artístico y cultural avant-garde que surgió en Europa en la década de 1920 tras la Primera Guerra Mundial, este movimiento fue influido  por las teorías sobre el inconsciente de Sigmund Freud. 
La Real Academia Española lo describe como «movimiento artístico y literario que intenta sobrepasar lo real impulsando lo irracional y onírico mediante la expresión automática del pensamiento o del subconsciente».
El movimiento surge de buscar un respaldo para el  dadaísmo. André Breton, poeta dadaísta, al ver que el dadaísmo perdía fuerza, decidió continuar el movimiento con una teoría sustentada. Bretón fue camillero durante la guerra, donde conoció las teorías de Freud sobre el inconsciente y escribió el primer  Manifiesto del surrealismo.
El término «surrealismo» fue acuñado por primera vez por Guillaume Apollinaire en 1917. No obstante, el movimiento surrealista no se estableció hasta el 15 de octubre de 1924, cuando el poeta y crítico francés André Breton publicó el Manifiesto del surrealismo en París. Esta ciudad sería la sede central del movimiento. Desde la década de 1920 en adelante, el movimiento se expandió por el mundo, influyendo las artes visuales, la literatura, el cine y la música de múltiples países e idiomas, así como pensamiento y práctica política, filosofía y teoría social.
El movimiento es conocido por sus artes visuales y su escritura mezclado a una imaginación inusual. Los artistas pintaban imágenes desconcertantes e ilógicas, a menudo con una precisión fotográfica, creando extrañas criaturas de objetos cotidianos y desarrollando técnicas pictóricas que permitían desvelar el subconsciente.
A pesar de no contar con una regla  o estilo establecido por ser una corriente en la que se muestra el inconsciente del artista, al ser una vanguardia basada en el inconsciente y ya que el dadaísmo, vanguardia de la que toma impulso, aludía a lo escandaloso, el caos , la destrucción y la belleza en lo imperfecto, en las obras surrealistas se mostraban los deseos indecorosos, la depravación del ser humano que fue obligado a ser civilizado por los burgueses; El objetivo era, según André Breton, «convertir las contradicciones de los sueños y la realidad en una realidad absoluta, una súper realidad».
Las obras surrealistas contienen elementos y sus otras posiciones inesperadas y non sequitur; sin embargo, muchos artistas y escritores surrealistas describen su obra primero como una expresión del movimiento filosófico y, lo que es más importante, concebidas como un artefacto. Breton afirmaba que el surrealismo era un movimiento revolucionario, siendo asociado a causas políticas como el comunismo y el anarquismo.

## Origen del término
El término proviene del francés: surréalisme; sur ['sobre o por encima'] más réalisme ['realismo']. Fue acuñado por el escritor francés Guillaume Apollinaire en 1917. En el programa de mano que escribió para el ballet Parade (mayo de 1917) afirma que sus autores han conseguido:

Una alianza entre la pintura y la danza, entre las artes plásticas y las miméticas, que es el heraldo de un arte más amplio aún por venir. (...) Esta nueva alianza (...) ha dado lugar, en Parade a una especie de surrealismo, que consideró el punto de partida para toda una serie de manifestaciones del Espíritu Nuevo que se está haciendo sentir hoy y que sin duda atraerá a nuestras mejores mentes. Podemos esperar que provoque cambios profundos en nuestras artes y costumbres a través de la alegría universal, pues es sencillamente natural, después de todo, que éstas lleven el mismo paso que el progreso científico e industrial.

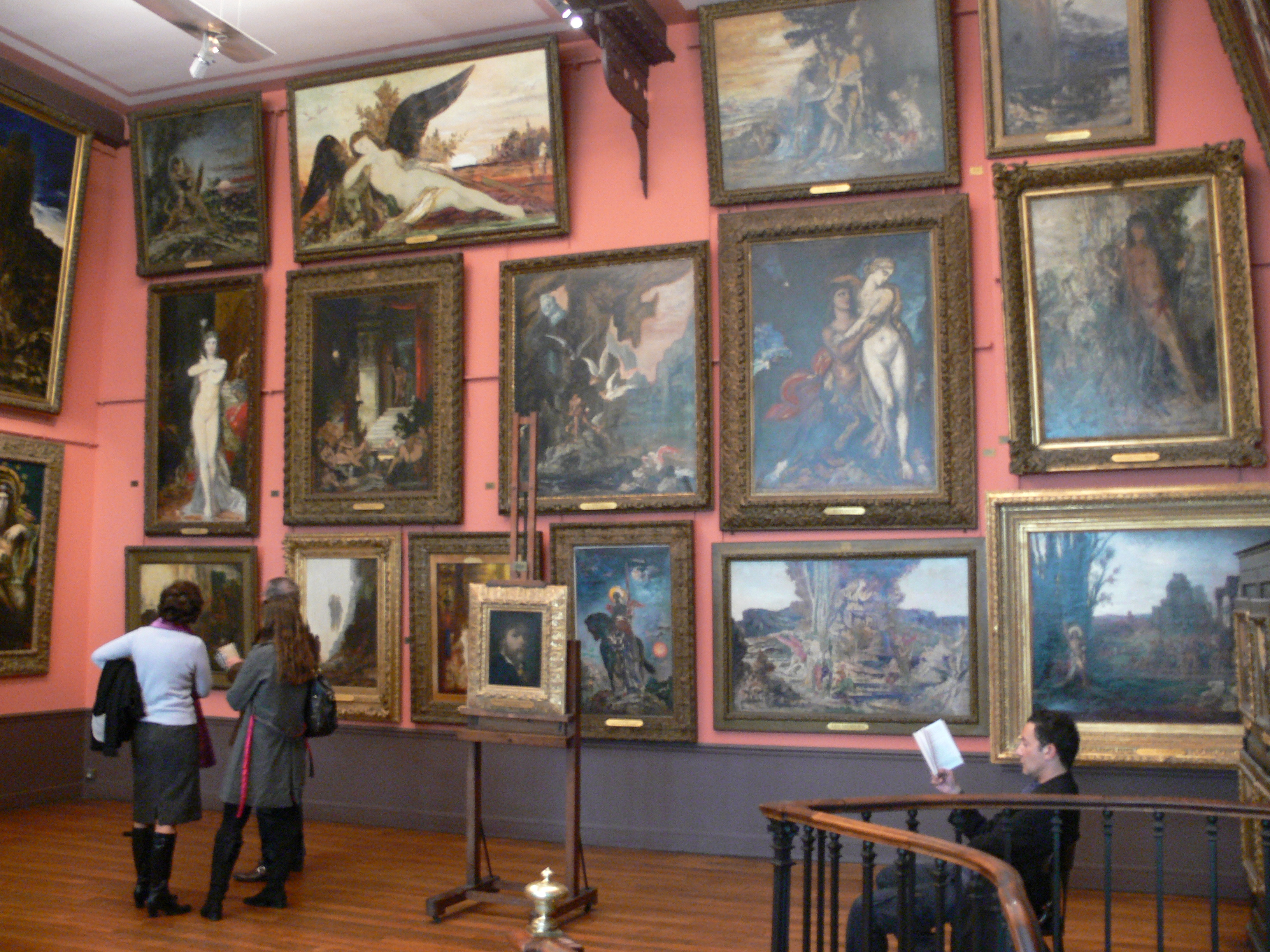
Museo Nacional Gustave-Moreau, París

La palabra surrealista aparece ya en junio de 1917, en el subtítulo de Las tetas de Tiresias (drama surrealista), para referirse a la reproducción creativa de un objeto, que lo transforma y enriquece. Como escribe Apollinaire en el prefacio al drama:

Cuando el hombre quiso imitar la acción de andar, creó la rueda, que no se parece a una pierna. Del mismo modo ha creado, inconscientemente, el “surrealismo”... Después de todo, el escenario no se parece a la vida que representa más que una rueda a una pierna.

## Precedentes

Retrato en "Vertumnus" (Verano) del emperador Rodolfo II realizado por Giuseppe Arcimboldo. Todos los frutos y flores representados en el cuadro eran propios de la estación del verano en el siglo XVI. Algunos surrealistas vieron en él a un precursor.

Los surrealistas señalaron como precedentes de la empresa surrealista a varios pensadores y artistas, como el pensador presocrático Heráclito, el marqués de Sade y Charles Fourier, entre otros. Las teorías psicoanalíticas de Sigmund Freud sobre el sueño y el subconsciente fueron sin duda uno de los pilares en la creación del pensamiento surrealista. 
En cuanto a las artes, la poesía surrealista bebe de la dialéctica y encuentra precursores en Arthur Rimbaud, Alfred Jarry o Lautréamont. En la pintura, el precedente más antiguo es el de Hieronymus Bosch el Bosco, que en los siglos XV y XVI creó obras como El jardín de las delicias o El carro de heno; así como, a finales del siglo XIX, el más notable es Giorgio de Chirico y su pintura metafísica. El surrealismo retoma estos elementos y ofrece una formulación sistemática de los mismos. Sin embargo, su precedente más inmediato es el dadaísmo, corriente de la que retoma diferentes aspectos.

## Primeros pasos
La primera fecha histórica del movimiento es 1916, año en que André Breton, precursor, líder y gran pensador del movimiento, descubre las teorías de Sigmund Freud y Alfred Jarry, además de conocer a Jacques Vaché y a Guillaume Apollinaire. Durante los siguientes años se da un confuso encuentro con el dadaísmo, movimiento artístico precedido por Tristan Tzara, en el cual se decantan las ideas de ambos movimientos. Estos, uno inclinado hacia la destrucción nihilista (dadá) y el otro a la construcción romántica (surrealismo) se sirvieron como catalizadores entre ellos durante su desarrollo.

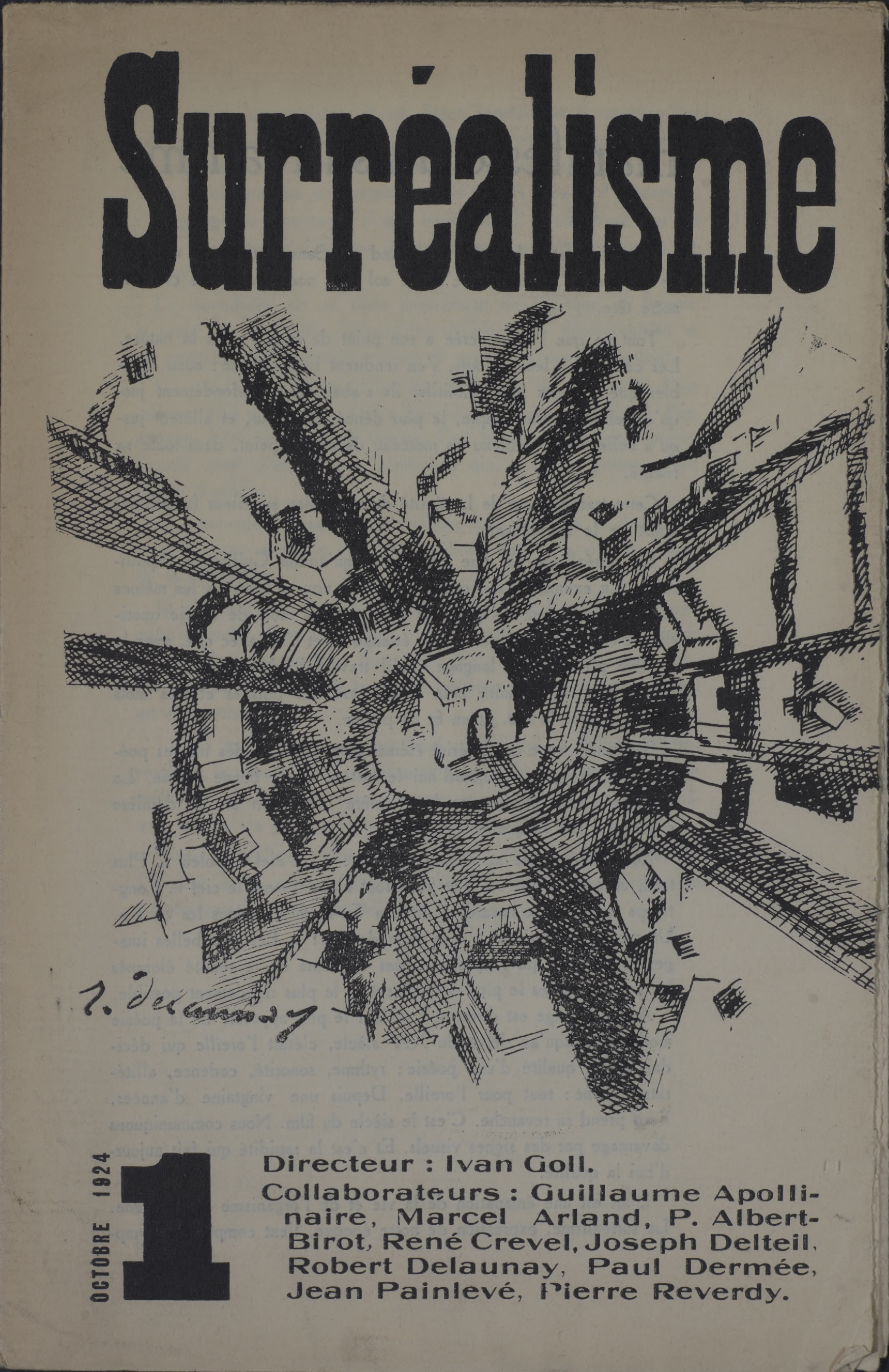
Yvan Goll, Surréalisme, Manifeste du surréalisme, volumen 1, número 1, 1 de octubre de 1924, portada de Robert Delaunay

En el año 1924 Breton escribe el primer Manifiesto Surrealista y en este incluye lo siguiente:

Indica muy mala fe discutirnos el derecho a emplear la palabra surrealismo, en el sentido particular que nosotros le damos, ya que nadie puede dudar de que esta palabra no tuvo fortuna, antes de que nosotros nos sirviéramos de ella. Voy a definirla de una vez para siempre: 

Surrealismo: "sustantivo, masculino. Automatismo psíquico puro, por cuyo medio se intenta expresar, verbalmente, por escrito o de cualquier otro modo, el funcionamiento real del pensamiento. Es un dictado del pensamiento, sin la intervención reguladora de la razón, ajeno a toda preocupación estética o moral."

Filosofía: "El surrealismo se basa en la creencia de una realidad superior de ciertas formas de asociación desdeñadas hasta la aparición del mismo, y en el libre ejercicio del pensamiento. Tiende a destruir definitivamente todos los restantes mecanismos psíquicos, y a sustituirlos por la resolución de los principales problemas de la vida. 

Han hecho profesión de fe de Surrealismo Absoluto, los siguientes señores: Aragon, Baron, Boiffard, Breton, Carrive, Crevel, Delteil, Desnos, Eluard, Gerard, Limbour, Malkine, Morise, Naville, Noll, Peret, Picon, Soupault, Vitrac."

Tal fue la definición del término dada por los propios Breton y Soupault en el primer Manifiesto Surrealista fechado en 1924. Surgió, por tanto, como un movimiento poético, en el que pintura y escultura se conciben como consecuencias plásticas de la poesía.
En El surrealismo y la pintura, de 1928, Breton expone la psicología surrealista: el inconsciente es la región del intelecto donde el ser humano no objetiva la realidad sino que forma un todo con ella. El arte, en esa esfera, no es representación sino comunicación vital directa del individuo con el todo. Esa conexión se expresa de forma privilegiada en las casualidades significativas (azar objetivo), en las que el deseo del individuo y el devenir ajeno a él convergen imprevisiblemente, y en el sueño, donde los elementos más dispares se revelan unidos por relaciones secretas. El surrealismo propone trasladar esas imágenes al mundo del arte por medio de una asociación mental libre, sin la intromisión censora de la conciencia. De ahí que elija como método el automatismo, recogiendo en buena medida el testigo de las prácticas mediúmnicas espiritistas, aunque cambiando radicalmente su interpretación: lo que habla a través del médium no son los espíritus, sino el inconsciente.
Durante unas sesiones febriles de automatismo, Breton y Soupault escriben Los Campos Magnéticos, primera muestra de las posibilidades de la escritura automática, que publican en 1921. Más adelante Breton publica Pez soluble. Dice así el final del séptimo cuento:

"Heme aquí, en los corredores del palacio en que todos están dormidos. ¿Acaso el verde de la tristeza y de la herrumbre no es la canción de las sirenas?"

## El surrealismo al servicio de la revolución
A partir de 1925, a raíz del estallido de la guerra del Rif, el surrealismo se politiza; se producen entonces los primeros contactos con los comunistas, que culminarían ese mismo año con la adhesión al Partido Comunista por parte de Breton.
Entre 1925 y 1930 aparece un nuevo periódico titulado El Surrealismo al servicio de la Revolución en cuyo primer número Louis Aragón, Buñuel, Dalí, Paul Éluard, Max Ernst, Yves Tanguy y Tristan Tzara, entre otros, se declaran partidarios de Breton. Por su parte, Jean Arp y Miró, aunque no compartían la decisión política tomada por Breton, continuaban participando con interés en las exposiciones surrealistas. Poco después se incorporaron Magritte (1930), Masson (1931), Giacometti y Brauner en 1933 y también Matta (que conoce a Breton en 1937 por mediación de Dalí) y Lam; el movimiento se hizo internacional apareciendo grupos surrealistas en los Estados Unidos, Dinamarca, Londres, Checoslovaquia y Japón. Desde este momento, se abrirá una disputa, a menudo agria, entre aquellos surrealistas que conciben el surrealismo como un movimiento puramente artístico, rechazando la supeditación al comunismo, y los que acompañan a Breton en su giro a la izquierda. 
En 1929 Breton publica el Segundo Manifiesto Surrealista, en el que condena entre otros intelectuales a los artistas Masson y Francis Picabia. En 1936 expulsa a Dalí por querer mantenerse neutral frente a la politización del movimiento y no condenar el nazismo alemán, y a Paul Éluard. En 1938 Breton firma en México junto con León Trotski y Diego Rivera el Manifiesto por un Arte Revolucionario Independiente.
Pese a esta escisión, existen numerosos artistas y obras de arte a los que se identifica y clasifica como surrealistas, sin que sus obras tengan sesgos políticos. El elemento más importante dentro del surrealismo sigue siendo la realidad aumentada, deformada o reinterpretada a partir de elementos oníricos y subconscientes.

## Técnicas surrealistas
El surrealismo tomó del dadaísmo algunas técnicas de fotografía y cinematografía así como la fabricación de objetos. Extendieron el principio del collage (el "objeto encontrado") al ensamblaje de objetos incongruentes, como en los poemas visibles de Max Ernst. Este último inventó el frottage (dibujos compuestos por el roce de superficies rugosas contra el papel o el lienzo) y lo aplicó en grandes obras como Historia Natural, pintada en París en 1926.
Crearon el cadáver exquisito, en el cual varios artistas dibujaban las distintas partes de una figura o de un texto sin ver lo que el anterior había hecho pasándose el papel doblado. Las criaturas resultantes pudieron servir de inspiración a Miró.
Otras de las técnicas utilizadas en el surrealismo fue el caligrama, el Objet Trouvé, la cubomanía, el soufflage, el método crítico paranoico, el ahumado, la decalcomanía, el frottage, entre otros. Todas estas técnicas tenían como base el azar y la improvisación, siguiendo con la filosofía del movimiento surrealista.
En el terreno literario, el surrealismo supuso una gran revolución en el lenguaje y la aportación de nuevas técnicas de composición. Como no asumía tradición cultural alguna, ni desde el punto de vista temático ni formal, prescindió de la métrica y adoptó el tipo de expresión poética denominado como versículo: un verso de extensión indefinida sin rima que se sostiene únicamente por la cohesión interna de su ritmo. Igualmente, como no se asumía la temática consagrada, se fue a buscar en las fuentes de la represión psicológica (sueños, sexualidad) y social, con lo que la lírica se rehumanizó después de que los ismos intelectualizados de las Vanguardias la deshumanizaran, a excepción del Expresionismo. Para ello utilizaron los recursos de la transcripción de sueños y la escritura automática, y engendraron procedimientos metafóricos nuevos como la imagen visionaria. El lenguaje se renovó también desde el punto de vista del léxico dando cabida a campos semánticos nuevos y la retórica se enriqueció con nuevos procedimientos expresivos.

## La pintura surrealista

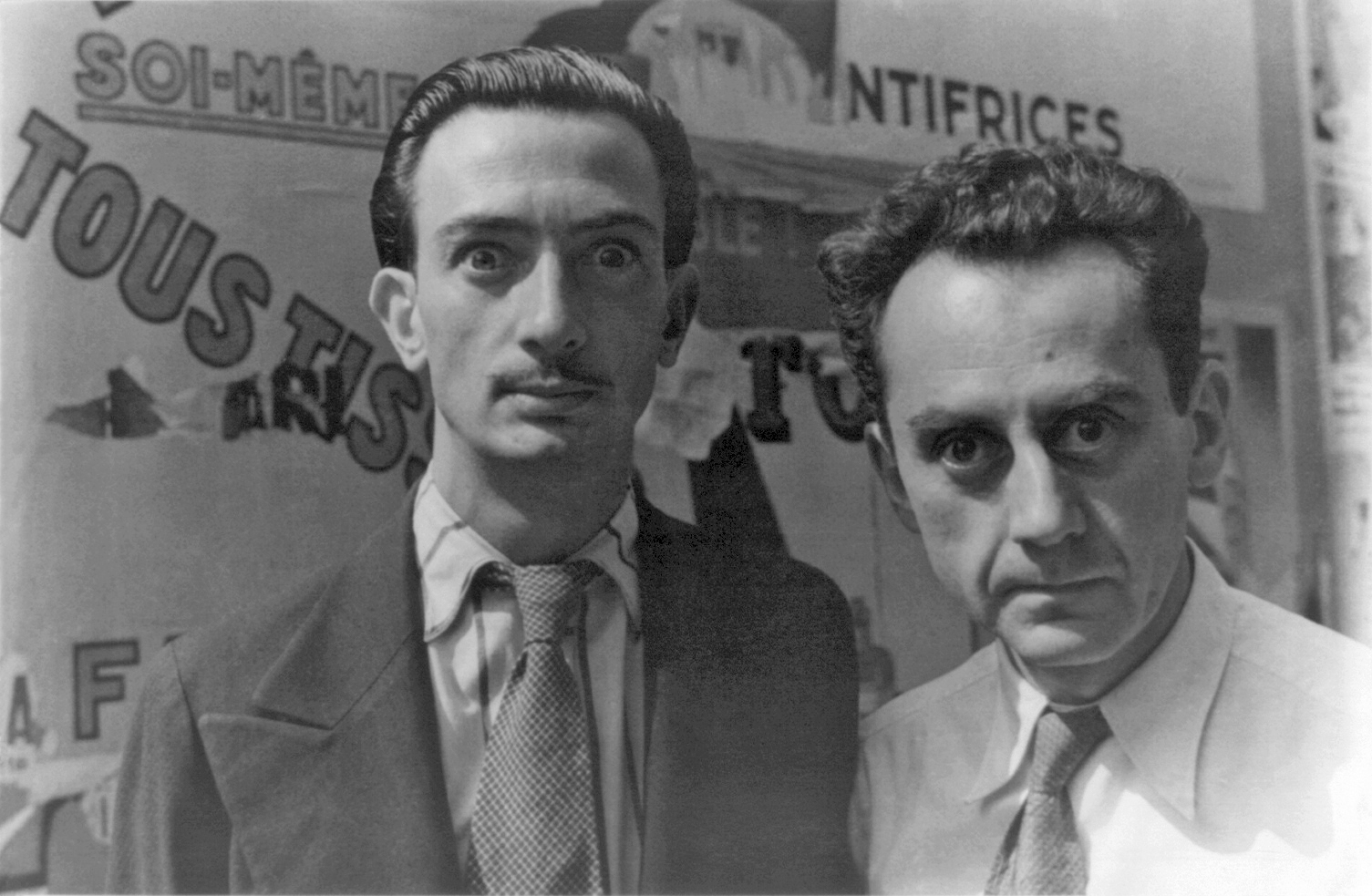
Salvador Dalí junto a Man Ray.

Masson adoptó enseguida las técnicas del automatismo, hacia 1923-1924, poco después de conocer a Breton. Hacia 1929 las abandonó para volver a un estilo cubista. Por su parte, Dalí utilizaba más la fijación de imágenes tomadas de los sueños, según Breton, «...abusando de ellas y poniendo en peligro la credibilidad del surrealismo...»;[cita requerida] inventó lo que él mismo llamó método paranoico-crítico, una mezcla entre la técnica de observación de Leonardo da Vinci, por medio de la cual, observando una pared se podía ver cómo surgían formas y técnicas de frottage; fruto de esta técnica son las obras en las que se ven dos imágenes en una sola configuración. Óscar Domínguez inventó la decalcomanía (aplicar gouache negro sobre un papel el cual se coloca encima de otra hoja sobre la que se ejerce una ligera presión, luego se despegan antes de que se sequen). Además de las técnicas ya mencionadas de la decalcomanía y el frottage, los surrealistas desarrollaron otros procedimientos que incluyen igualmente el azar: el raspado, el fumage y la distribución de arena sobre el lienzo encolado.
Miró fue para Breton el más surrealista de todos, por su automatismo psíquico puro. Su surrealismo se desenvuelve entre las primeras obras donde explora sus sueños y fantasías infantiles (El Campo labrado), las obras donde el automatismo es predominante (Nacimiento del mundo) y las obras en que desarrolla su lenguaje de signos y formas biomorfas (Personaje lanzando una piedra). Arp combina las técnicas de automatismo y las oníricas en la misma obra desarrollando una iconografía de formas orgánicas que se ha dado en llamar escultura biomórfica, en la que se trata de representar lo orgánico como principio formativo de la realidad.
René Magritte dotó al surrealismo de una carga conceptual basada en el juego de imágenes ambiguas y su significado denotado a través de palabras poniendo en cuestión la relación entre un objeto pintado y el real. Paul Delvaux carga a sus obras de un espeso erotismo basado en su carácter de extrañamiento en los espacios de Giorgio de Chirico.
El surrealismo penetró la actividad de muchos artistas europeos y americanos en distintas épocas. Pablo Picasso se alió con el movimiento surrealista en 1925; Breton declaraba este acercamiento de Picasso calificándolo de «...surrealista dentro del cubismo...». Se consideran surrealistas las obras del período Dinard (1928-1930), en que Picasso combina lo monstruoso y lo sublime en la composición de figuras medio máquinas medio monstruos de aspecto gigantesco y a veces terrorífico. Esta monumentalidad surrealista de Picasso puede ponerse en paralelo con la de Henry Moore y en la poesía y el teatro con la de Fernando Arrabal.
Otros movimientos pictóricos nacieron del surrealismo o lo prefiguran, como por ejemplo el Art brut.

## Apogeo y decadencia del surrealismo
En 1938 tuvo lugar en París la Exposición Internacional del Surrealismo que marcó el apogeo de este movimiento antes de la guerra. Participaron entre otros, Marcel Duchamp, Jean Arp, Dalí, Max Ernst, Masson, Man Ray, Óscar Domínguez y Meret Oppenheim. La exposición ofreció al público sobre todo una excelente muestra de lo que el surrealismo había producido en la fabricación de objetos.
Con el estallido de la Segunda Guerra Mundial, los surrealistas se dispersan, algunos de ellos (Dalí, Breton, Ernst, Masson) abandonan París y se trasladan a los Estados Unidos, donde siembran el germen para los futuros movimientos americanos de posguerra (expresionismo abstracto y Arte Pop).

## El surrealismo en España y Latinoamérica

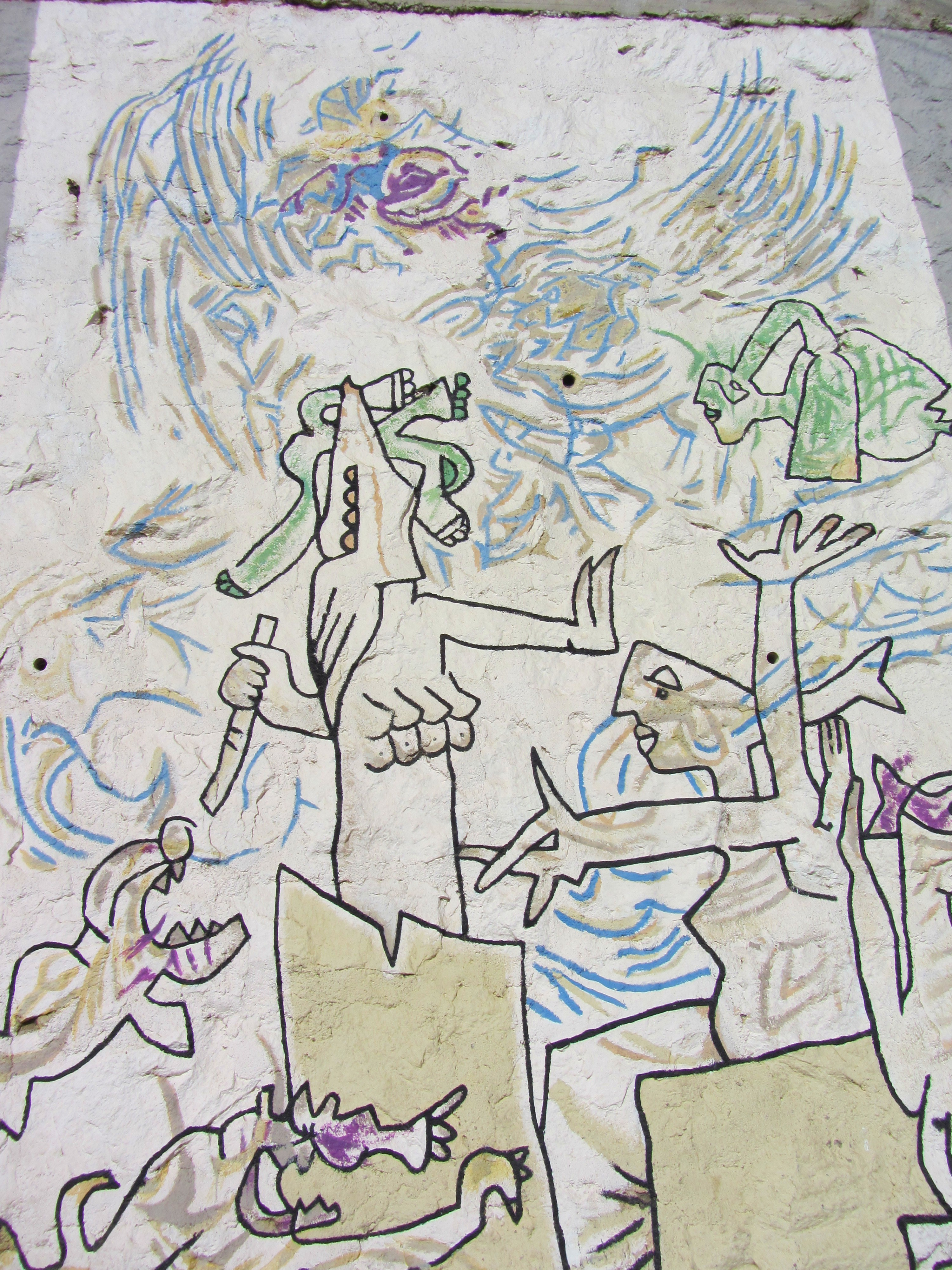
Mural nº10 del Museo a Cielo Abierto de Valparaíso, titulado Surrealismo en roca, hecho por Roberto Matta en 1992

### El surrealismo en la pintura española y latinoamericana
En España el surrealismo aparece en torno a los años 1920, no en su vertiente puramente vanguardista, sino mezclado con acentos simbolistas y de la pintura popular. Además de Joan Miró y Salvador Dalí, el surrealismo español lo componen Remedios Varo, Maruja Mallo, Gregorio Prieto, José Moreno Villa, Benjamín Palencia y José Caballero, además de los neocubistas que se pasan al surrealismo (Alberto Sánchez, Manuel Ángeles Ortiz y Ángel Ferrant).
Hubo un importante núcleo surrealista en las islas Canarias, agrupado en torno a la Gaceta de Arte de Eduardo Westerdahl, del que un grupo de poetas invitaron a André Bretón a venir en 1935; allí compuso este el poema Le chateau etoilé y otras obras. Los máximos representantes de la pintura surrealista en el archipiélago fueron Óscar Domínguez, Juan Ismael y el propio Westerdahl.
En Latinoamérica se consideran surrealistas, además de los ya citados Roberto Matta (Chile) y Wilfredo Lam (Cuba), a la emigrada republicana Remedios Varo (que siempre conservó la nacionalidad española) y Leonora Carrington (inmigrante europea posteriormente nacionalizada mexicana).

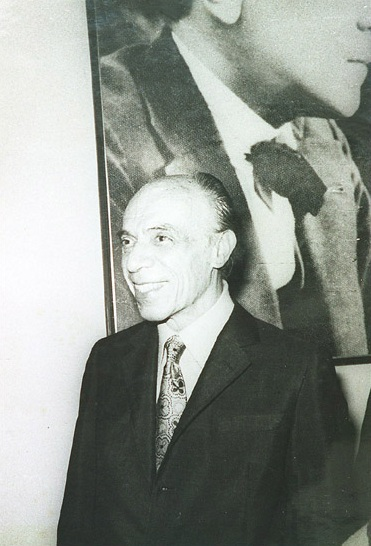
Emilio Adolfo Westphalen.

La que es considerada como la primera exposición surrealista en Latinoamérica se llevó a cabo en Lima, en 1935, por iniciativa de los poetas y pintores surrealistas peruanos César Moro y Emilio Adolfo Westphalen. Posteriormente en México, en enero de 1940, el mismo César Moro con André Breton y Wolfgang Paalen logran presentar en la Galería de Arte Mexicano una selección de cuarenta obras tanto de representantes del movimiento surrealista como de americanos cuyo trabajo tenía afinidad con el movimiento.[cita requerida] Existe un debate sobre si la obra de Frida Kahlo pertenece a la corriente surrealista. Breton consideraba a México la esencia del surrealismo e interpretaba sus obras como surrealistas, si bien la propia Kahlo decía claramente "Yo no pinto sueños... pinto mi realidad".
Es de destacar el aporte al movimiento realizado desde Buenos Aires por artistas y literatos como Aldo Pellegrini, Planas Casas y Batlle Planas. 

### El surrealismo en la literatura hispánica
El surrealismo fue seguido con interés por los intelectuales españoles de los años 30. Existía el precedente de Ramón Gómez de la Serna, quien utilizaba algunas fórmulas vinculables al surrealismo, como la greguería.
Varios poetas de la generación del 27 se interesaron por las posibilidades expresivas del surrealismo. El primero en adoptar sus métodos fue José María Hinojosa, autor de La flor de Californía (1928), libro pionero de prosas narrativas y oníricas. Su huella también es evidente en libros como en la sección tercera de Sobre los ángeles y en Sermones y moradas de Rafael Alberti; en Poeta en Nueva York de Federico García Lorca y Un río, un amor y Los placeres prohibidos de Luis Cernuda. Vicente Aleixandre se definió a sí mismo como "un poeta superrealista", aunque matizando que su poesía no era en modo alguno producto directo de la escritura automática. Miguel Hernández sufrió una efímera etapa surrealista y durante la posguerra la impronta surrealista se percibe en los poetas del Postismo y en Juan Eduardo Cirlot, y en la actualidad existe un cierto postsurrealismo en la obra de algunos poetas como Blanca Andreu.
Pero puede decirse que fue solo en Canarias donde la aventura surrealista tuvo, en el primer minuto del movimiento, auténtica expresión, esto es, declarada vinculación al movimiento pero sin instalarse en París: la Facción Surrealista de Tenerife, tal como la describiera Domingo Pérez Minik posteriormente. Todos sus componentes, liderados por Agustín Espinosa y vinculados a París por el pintor tinerfeño Óscar Domínguez, venían de la experiencia de la vanguardia insular con la revista La Rosa de los Vientos, aparecida en 1926, y continuarían trabajando en la renovación artística y literaria de las islas en Gaceta de Arte, una de las más importantes revistas de la vanguardia hispánica, con diverso contenido de vanguardia internacional y con colaboradores no surrealistas como Domingo Pérez Minik y Eduardo Westerdahl. Aparte de Espinosa, Pedro García Cabrera, Emeterio Gutiérrez Albelo, Domingo López Torres y José María de la Rosa completan la nómina de escritores surrealistas con obras como Crimen (1934) -considerada por algunos como la mejor prosa surrealista en lengua castellana-, Romanticismo y cuenta nueva (1933), Enigma del invitado (1936), Dársena con despertadores (1936), Lo imprevisto (1937) y Vértice de sombra (1936). Juan Ismael se uniría a Óscar Domínguez en la plástica, pero desarrollando su actividad en las islas. Como en los demás casos, la guerra civil española acabó con el grupo y con la vida de alguno de ellos, como López Torres -ahogado por los nacionales- o Espinosa, que murió poco después del golpe de Estado; García Cabrera, por su parte, sería detenido y huiría, uniéndose a las tropas republicanas. Sin embargo, la actividad había llegado a su culmen con la visita de André Breton y Benjamin Péret a Tenerife en 1935, organizando una exposición de pintura, firmando el Segundo Boletín Internacional del Surrealismo, intentando proyectar La Edad de Oro de Luis Buñuel -prohibida por el gobierno de la isla- y dejando en Breton un recuerdo que constituirá el contenido del capítulo V de su L'amour fou (1937).
Aunque no se le pueda considerar un surrealista estricto, el poeta y pensador Juan Larrea vivió de primera mano la eclosión del movimiento en París y reflexionó más tarde sobre su valor y trascendencia en obras como Surrealismo entre viejo y nuevo mundo (1944). En la actualidad existe una corriente de neosurrealismo en la poesía de Blanca Andreu. El español Fernando Arrabal tuvo una asistencia diaria al "café surrealista" La Promenade de Vénus de 1960 a 1963. André Breton publicó su teatro, su "Piedra de la locura" y algunos de sus cuadros.
En Hispanoamérica el surrealismo contó con la adhesión entusiasta de poetas como el chileno Braulio Arenas y los peruanos César Moro, Xavier Abril y Emilio Adolfo Westphalen, además de influir en la obra del escritor cubano Alejo Carpentier y de los poetas chilenos Pablo Neruda, Gonzalo Rojas y el peruano César Vallejo. En Argentina, pese al desdén de Jorge Luis Borges, el surrealismo sedujo aún al joven Julio Cortázar y produjo un fruto tardío en la obra de Alejandra Pizarnik. El poeta y pensador mexicano Octavio Paz ocupa un lugar particular en la historia del movimiento: amigo personal de Breton, dedicó al surrealismo varios ensayos esclarecedores.
En la literatura catalana - balear tenemos el surrealismo poético del mallorquín Llorenç Vidal sobre todo en sus obras "El cant de la balalaika" y "5 meditacions existencials".

## El surrealismo en la historia

### En la literatura
El surrealismo tuvo como antecedente la patafísica de Alfred Jarry, y el movimiento dadaísta fundado en Zúrich en 1916 por T. Tzara, H. Ball y H. Arp. Animados por idéntico espíritu de provocación, André Breton, Louis Aragon y Philippe Soupault fundaron en París la revista Littérature (1919), mientras en EE. UU. manifestaban actitudes similares Man Ray, Marcel Duchamp y Francis Picabia, y en Alemania, Max Ernst y Hugo Ball.
A esta fase sucedió una actitud más metódica de investigación del inconsciente, emprendida por Breton, junto a Aragon, Paul Éluard, Soupault, Robert Desnos, Max Ernst, etc. La primera obra de esta tendencia, que cabe calificar de primera obra literaria surrealista, fue Los campos magnéticos (1921), escrita conjuntamente por Breton y Soupault. Tras la ruptura con Tzara, se adhirieron al movimiento Antonin Artaud, André Masson y Pierre Naville.
Breton redactó la primera definición del movimiento en su Manifiesto del surrealismo (1924), texto que dio cohesión a los postulados y propósitos del movimiento. Entre los autores que citaba como precursores del movimiento figuran Freud, Lautréamont, Edward Young, Matthew Lewis, Gérard de Nerval, Jonathan Swift, Marqués de Sade, François-René de Chateaubriand, Victor Hugo, Edgar Allan Poe, Charles Baudelaire, Arthur Rimbaud, Mallarmé y Jarry. En el mismo año se fundó el Bureau de recherches surréalistes y la revista La Révolution Surréaliste, que sustituyó a Littérature, de cuya dirección se hizo cargo el propio Breton en 1925 y que se convirtió en el órgano de expresión común del grupo.
La producción surrealista se caracterizó por una vocación libertaria sin límites y la exaltación de los procesos oníricos, del humor corrosivo y de la pasión erótica, concebidos como armas de lucha contra la tradición cultural burguesa. Las ideas del grupo se expresaron a través de técnicas literarias, como la «escritura automática», las provocaciones pictóricas y las ruidosas tomas de posición públicas. El acercamiento operado a fines de los años veinte con los comunistas produjo las primeras querellas y cismas en el movimiento.
En 1930 Breton publicó su Segundo manifiesto del surrealismo, en el que excomulgaba a Joseph Delteil, Antonin Artaud, Philippe Soupault, Robert Desnos, Georges Limbour, André Masson, Roger Vitrac, Georges Ribemont-Dessaignes y Francis Picabia. El mismo año apareció el nuevo órgano del movimiento, la revista Le Surréalisme au Service de la Révolution, que suplantó al anterior, La Révolution Surréaliste, y paralelamente, Aragon (tras su viaje a la URSS), Éluard, Péret y Breton ingresaron en el Partido Comunista. A fines de 1933, Breton, Éluard y Crevel fueron expulsados del partido. En los años treinta se sumaron al movimiento Salvador Dalí, Luis Buñuel, Yves Tanguy, René Char y Georges Sadoul. Ya expulsado del grupo por Breton, Dalí publicó en 1942 "La Vida Secreta de Salvador Dalí", autobiografía que reúne muchos de los elementos propios del surrealismo y que constata las virtudes literarias de un Dalí en pleno auge creativo.
Tras los años previos a la II Guerra Mundial, marcados por la militancia activa de Breton, y los años de exilio neoyorquino de la mayoría de sus miembros, durante la ocupación alemana de Francia, el movimiento siguió manteniendo cierta cohesión y vitalidad, pero a partir de 1946, cuando Breton regresó a París, el surrealismo era ya parte de la historia.

### En las artes plásticas
Al principio el surrealismo era un movimiento fundamentalmente literario, y hasta un poco más tarde no produciría grandes resultados en las artes plásticas. Surge un concepto fundamental, el automatismo, basado en una suerte de dictado mágico, procedente del inconsciente, gracias al cual surgían poemas, ensayos, etc., y que más tarde sería recogido por pintores y escultores.
La primera exposición surrealista se celebró en la Galerie Pierre de París en 1925, y en ella, además de Jean Arp, Giorgio de Chirico y Max Ernst, participaron artistas como André Masson, Picasso, Man Ray, Pierre Roy, P. Klee y Joan Miró, que posteriormente se separarían del movimiento o se mantendrían unidos a él adoptando únicamente algunos de sus principios. A ellos se adhirieron Yves Tanguy, René Magritte, Salvador Dalí y Alberto Giacometti.
La rebelión del surrealismo contra la tradición cultural burguesa y el orden moral establecido tuvo su cariz político, y un sector del surrealismo, que no consideraba suficientes los tumultos de sus manifestaciones culturales, se afilió al Partido Comunista Francés. Sin embargo, nacieron violentas discrepancias en el seno del grupo a propósito del debate sobre la relación entre arte y política; se sucedieron manifiestos contradictorios y el movimiento tendió a disgregarse. Es significativo, a este respecto, que la revista «La révolution surréaliste» pase a llamarse, desde 1930, «Le surréalisme au service de la révolution». En los años 1930, el movimiento se extendió más allá de las fronteras francesas. Se celebró en 1938 en París la Exposición Surrealista Internacional.
La Segunda Guerra Mundial paralizó toda actividad en Europa. Ello motivó que Breton, como muchos otros artistas, marchase a los Estados Unidos. Allí surgió una asociación de pintores surrealistas alemanes y franceses que se reunió en torno a la revista VVV. Estos surrealistas emigrados a Estados Unidos influyeron en el arte estadounidense, en particular en el desarrollo del expresionismo abstracto en los años 1940. Cuando Breton regresó a Europa en 1946 el movimiento estaba ya definitivamente deteriorado.
Entre los artistas plásticos se manifiesta una dualidad en la interpretación del surrealismo: los surrealistas abstractos, que se decantan por la aplicación del automatismo puro, como André Masson o Joan Miró, e inventan universos figurativos propios; y los surrealistas figurativos, interesados por la vía onírica, entre ellos René Magritte, Paul Delvaux, o Salvador Dalí, que se sirven de un realismo minucioso y de medios técnicos tradicionales, pero que se apartan de la pintura tradicional por la inusitada asociación de objetos y las monstruosas deformaciones, así como por la atmósfera onírica y delirante que se desprende de sus obras. Max Ernst es uno de los pocos surrealistas que se mueve entre las dos vías. La obra de Ernst ha influido particularmente en un epígono tardío del surrealismo en Alemania que es Stefan von Reiswitz.

### En la música
En la década de 1920, varios compositores fueron influenciados por el surrealismo o por individuos del movimiento surrealista. Entre ellos se encontraban Bohuslav Martinů, André Souris, Erik Satie o Edgard Varèse, que afirmó que su obra Arcana se concibió de un sueño. Souris en particular estaba asociado con el movimiento: tenía una larga relación con Magritte y trabajó en la publicación de Paul Nougé, Adieu Marie.
Aunque Breton en 1946 respondió bastante negativamente al tema de la música con su ensayo El silencio es dorado, surrealistas posteriores, como Paul Garon, se interesaron por el surrealismo en la improvisación del jazz y el blues y han encontrado paralelismos. Los músicos de jazz y blues han correspondido en reciprocidad ante este interés. Por ejemplo, la Exposición Surrealista Mundial de 1976 incluyó actuaciones del guitarrista y cantante David "Honeyboy" Edwards.

### En los medios audiovisuales

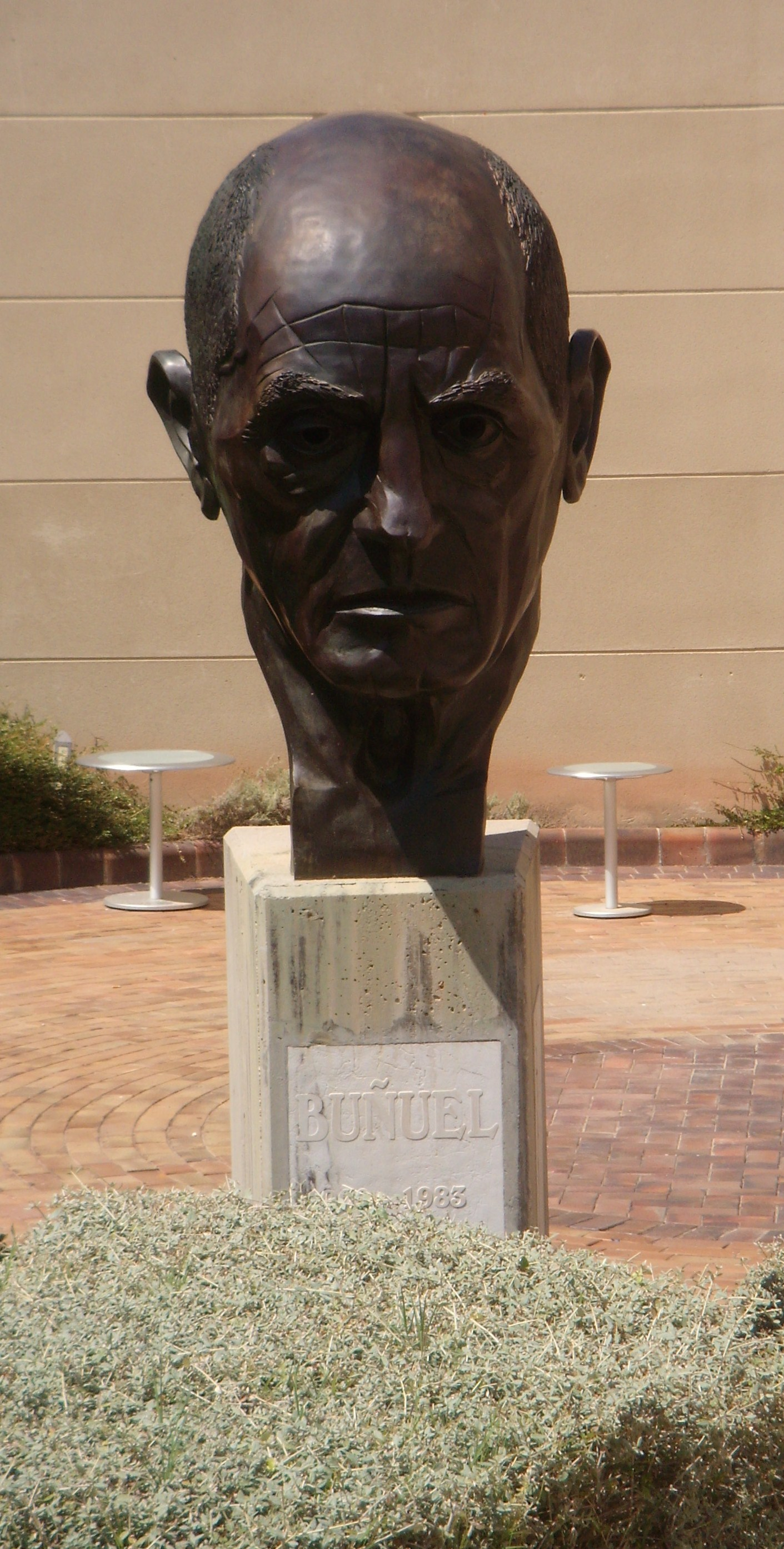
Cabeza de Luis Buñuel, obra del escultor Iñaki, en el Centro Buñuel de Calanda.

En la vertiente cinematográfica, el surrealismo dio lugar a varios intentos enmarcados en el cine de las vanguardias históricas, como La Coquille et le clergyman (1926, "La caracola y el clérigo"), de Germaine Dulac o L'étoile de mer (1928, "La estrella de mar"), de Man Ray y	Robert Desnos, un cortometraje dadaísta.
También se puede considerar surrealista Entr'acte, corto de 22 minutos de duración escrito por René Clair y Francis Picabia, dirigido por Clair.
Luis Buñuel, en colaboración con Dalí, realizó las obras más revolucionarias: Un perro andaluz (Un chien andalou, 1928) y La edad de oro (L'âge d'or, 1930).
En 1931 Jean Cocteau escribió, dirigió y estrenó La sangre de un poeta , mediometraje surrealista de 50 minutos de duración.
En Estados Unidos la madre del surrealismo cinematográfico de ese país, desde 1940, fue Maya Deren. Su obra Meshes of the Afternoon (1943), de 14 minutos de duración, se considera la primera obra maestra surrealista estadounidense. Sin embargo, también se puede considerar surrealista un filme anterior, Rose Hobart (1936), donde Joseph Cornell realiza un nuevo montaje en forma de collage a partir de celuloide de otro filme anterior, East of Borneo (1931), cinta anterior a la entrada en vigor del Código Hays dirigida por George Melford.
Alfred Hitchcock y Salvador Dalí colaboraron cuando el primero encargó al artista catalán parte de la escenografía de Recuerda (Spellbound, 1945).
Desde los años sesenta del siglo XX cineastas contemporáneos como Alejandro Jodorowsky, David Lynch, Jan Švankmajer, Fernando Arrabal y, en los años ochenta y noventa, Jean-Pierre Jeunet, Julio Médem, Stephen Sayadian, o Carlos Atanes, entre otros, muestran la influencia del surrealismo.
El cine escrito o dirigido por el Grupo Pánico, formado por Roland Topor, Arrabal y Jodorowsky, también se considera cine surrealista o post-surrealista, pues los tres formaron parte del Grupo Surrealista liderado por Breton en París entre 1960 y septiembre de 1962. 
De entre todos sus filmes The Holy Mountain (1973), de Jodorowsky, se considera el ejemplo más depurado de cine simbolista y surrealista.